# محمود الثاني
السلطان محمود خان الثاني بن عبد الحميد الأول بن أحمد الثالث بن محمد الرابع بن إبراهيم الأول بن أحمد الأول بن محمد الثالث بن مراد الثالث بن سليم الثاني بن سليمان القانوني بن سليم الأول بن بايزيد الثاني بن محمد الفاتح بن مراد الثاني بن محمد الأول جلبي بن بايزيد الأول بن مراد الأول بن أورخان غازي بن عثمان بن أرطغرل. (20 يوليو 1785 – 1 يوليو 1839) كان السلطان الثلاثون للدولة العثمانية، وهو ابن السلطان عبد الحميد الأول شهد عصرة خطوات إصلاح واسعة، وحاول أن يوقظ الدولة العثمانية، وأن يدفعها إلى ما تستحقه من مكانة وتقدير.

## أسرته

### زوجاته
- بزم عالم سلطان - Bezmiâlem Sultan
- برتفنيال سلطان - Pertevniyal Sultan
- خوشيار قادين - Hoşyar Kadın
- خاشوب خان قادين - Aşubcan Kadın
- عليجاناب قادين - Alicenab Kadın
- قمرفار قادين - Kamerfer Kadın
- نيف فيدان قادين - Nevfidan Kadın
- ديل سيزا - Dilseza Kadın
- ميسليناياب قادين - Mislinayab Kadın
- نور تاب قادين - Nurtab Kadın
- إبروريفتار قادين - Ebrureftar Kadın
- بيرفيزيفيليك قادين - Pervizifelek Kadın
- حسن ملك هانم - Hüsnümelek Hanım
- تريال هانم - Tiryal Hanım
- زيرنيكار هانم - Zernigar Hanım
- ليبريزيفيليك - Lebrizifelek Hanım

### أبناؤه
- سلطان عبد المجيد الأول
- سلطان عبد العزيز الأول
- شاهزاده مراد (25 ديسمبر 1811 - 14 يوليو 1812)
- شاهزاده بايزيد (27 مارس 1812 - 25 يونيو 1812)
- شاهزاده عثمان (12 يونيو 1813 - 10 أبريل 1814)
- شاهزاده أحمد (25 يوليو 1814 - 16 يوليو 1815)
- شاهزاده محمد (26 أغسطس 1814 - 28 أكتوبر 1814)
- شاهزاده محمد (ولد 4 أغسطس 1816)
- شاهزاده سليمان (29 أغسطس 1817 - 14 ديسمبر 1819)
- شاهزاده أحمد (13 أكتوبر 1819 - 24 ديسمبر 1819)
- شاهزاده أحمد (25 ديسمبر 1819 - 28 ديسمبر 1819)
- شاهزاده عبد الله (ولد وتوفي 4 أبريل 1820)
- شاهزاده أحمد (6 يوليو 1822 - 9 أبريل 1823)
- شاهزاده محمد (18 فبراير 1822 - 23 ديسمبر 1822)
- شاهزاده عبد الحميد (18 فبراير 1827 - 15 سبتمبر 1828)
- نظام الدين (6 ديسمبر 1835 - 24 فبراير 1838)

### بناته
- جميلة سلطان - Cemile Sultan
- فاطمة سلطان (4 فبراير 1809 - 5 أغسطس 1809) - Fatma Sultan
- عايشة سلطان (5 يوليو 1809 - فبراير 1810) - Ayşe Sultan
- فاطمة سلطان (20 أبريل 1811 - أبريل 1825) - Fatma Sultan
- صالحة سلطان (16 يونيو 1811 - 19 فبراير 1843) - Saliha Sultan
- شاه سلطان (22 مايو 1812 - سبتمبر 1814) - Şah Sultan
- مهرماه سلطان أو مريم (29 يونيو 1812 - 31 أغسطس 1838) - Mihrimah Sultan
- أمينة سلطان (12 أغسطس 1812 - 28 يونيو 1814) - Emine Sultan
- شاه سلطان (14 أكتوبر 1814 - 13 أبريل 1817) - Şah Sultan
- أمينة سلطان (7 يناير 1815 - 29 سبتمبر 1816) - Emine Sultan
- زينب سلطان (18 أبريل 1815 - 8 يناير 1816) - Zeynep Sultan
- حميدة سلطان (4 يوليو 1818 - 15 فبراير 1819) - Hamide Sultan
- عطية سلطان (2 يناير 1824 - 11 أغسطس 1850) - Atiye Sultan
- منيرة سلطان (16 أكتوبر 1824 - 23 مايو 1825) - Münire Sultan
- خديجة سلطان (6 سبتمبر 1825 - 19 ديسمبر 1842) - Hatice Sultan
- عديلة سلطان (23 مايو 1826 - 12 فبراير 1899) - Adile Sultan
- فاطمة سلطان (10 أغسطس 1828 - 23 أكتوبر 1830) - Fatma Sultan
- خيرية سلطان (12 يناير 1832 - 15 فبراير 1833) - Hayriye Sultan

## ولاية السلطان محمود الثاني
تقلد السلطان محمود الثاني مقاليد الخلافة العثمانية سنة 1808م وهو في الثالثة والعشرين من عمره، واستقر عزمه على أن يمضي في طريق الإصلاح الذي سلكه بعض أسلافه من الخلفاء العثمانيين، ورأى أن يبدأ بالإصلاح الحربي، فكلف الصدر الأعظم «مصطفى البيرقدار» بتنظيم الانكشارية وإصلاح أحوالهم، وإجبارهم على اتباع التنظيمات القديمة الموضوعة منذ عهد السلطان سليمان القانوني وأُهملت شيئا فشيئا.

## القضاء على الانكشارية
راجع: الانقلابات على القصر العثماني 1807-1808
حاول الصدر الأعظم أن يقوم بالمهمة التي كلفه بها السلطان محمود الثاني؛ فقوبل باعتراض من الانكشارية، وثاروا في العاصمة ثورة عارمة في (رمضان 1223 هـ = 1808م) وحاولوا إرجاع السلطان السابق «مصطفى الرابع» ليكون ألعوبة في أيديهم، وأضرموا النيران في السرايا الحكومية، ومات الصدر الأعظم في هذه الفتنة محترقا وهو يحاول أن يقضي على تلك الفتنة، واضطر السلطان أن يخضع لهم بعد أن أضرموا النار في العاصمة، وكادت النيران تقضي عليها، مؤجلا فكرة التخلّص منهم إلى وقت آخر.
وكان السلطان يرى أن اشتداد نفوذ الانكشارية قد حطم جهود كل من يحاول الإصلاح من السلاطين السابقين، وأن سرّ نجاح محمد علي باشا في حركته الإصلاحية أنه بدأ بإزالة عقبة مشابهة وهي المماليك فتخلص منهم في الحادثة المعروفة باسم «مذبحة القلعة»، وقد تخلص السلطان محمود الثاني من الانكشارية تماما في سنة (1240 هـ = 1826م).

## الأخذ بالنظم العسكرية الحديثة

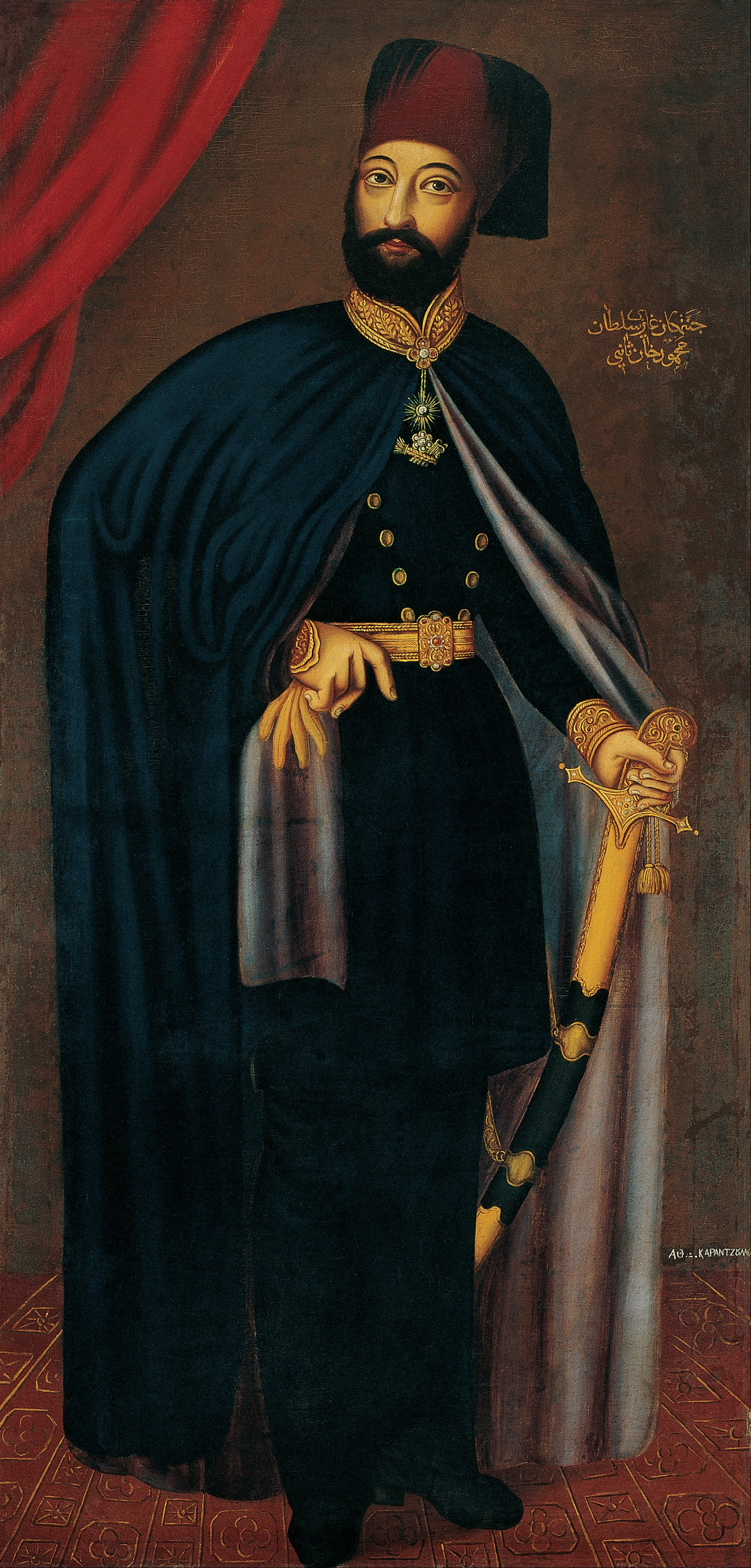
السُلطان محمود الثاني بعد إقراره اللباس الأوروبي في الدولة العثمانيَّة.

وجّه السلطان محمود الثاني عنايته إلى بناء فرق عسكرية تأخذ بالنظم الحديثة؛ فأنشأ قوة من سلاح المدفعية على يد ضباط أوروبيين، وكان نجاح هذه القوة في تعلم الفنون العسكرية الحديثة حافزا له في تنظيم قوة أخرى من المشاة على نفس الطريقة. بدأ السلطان يعمل على إيجاد رأي عام يؤيد ما يتجه إليه من إصلاحات، بإقامة الحفلات الكبرى لأي إنجاز تقوم به قواته، وباستصدار فتوى من كبار مشايخ الدولة بوجوب تعليم فنون الحرب، وضرورة إصلاح الجندية، وإدخال النظام العسكري الحديث في فرق الإنكشارية التي لا يمكنها بما هي عليه الآن الوقوف أمام الجيوش الأوروبية، وأحيا السلطان محمود الثاني ما أقامه مصطفى الثالث من مدارس للطوبجية والبحرية والهندسة، وأنشأ مدرسة حربية لتخريج الضباط على غرار المدارس الحربية الأوروبية، ومدارس لتعليم الجند وتدريبهم على نَسَق مدارس الجيش في إنجلترا.
أخذ السلطان بنظام التجنيد الإجباري لأبناء المسلمين، وجعل مدة التجنيد عشر سنوات، وأرسل الضباط في بعثات للخارج على نطاق واسع، واستدعى عددا من الضباط من بروسيا لتدريب القوات الجديدة. اتجه السلطان إلى إصلاح البحرية، فأعاد فتح مدرسة البحرية التي كان قد أنشأها السلطان مصطفى الثالث، وشرع في بناء ثكنات خاصة لرجال البحرية الذين سُموا أحيانا بـ«جنود البحر»، وبنى دارا جديدة للمدرسة البحرية عُنِي بتلاميذها ومدرسيها، وزودها بالأدوات والمكتبة والأجهزة، ثم بنى مدرسة بحرية أخرى قصرها على الطلاب المتفوقين من المدرسة القديمة.

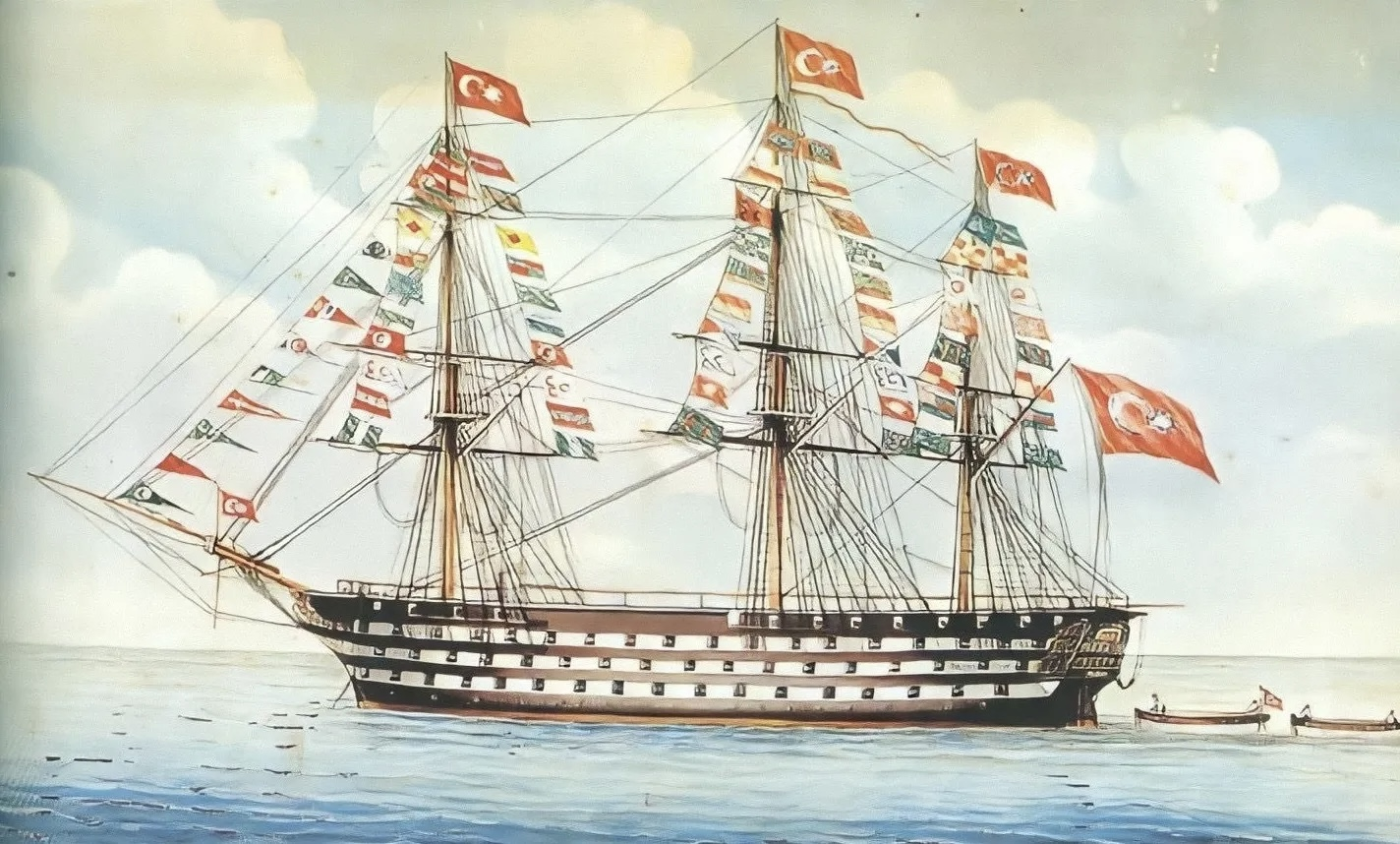
سفينة "المحمودية" (1829) كما تظهر في هذا الرسم، بَنَتها الترسانة العثمانية "ترسانة عامرة". هي أكبر سفينة حربية في العالم لسنوات عديدة يديرها 1280 بحار وتحمل 128 مدفعا موزعين على ثلاثة طوابق، واعتبرت هذه السفينة فخر البحرية العثمانية في تلك الفترة
و شاركت في حرب القرم، ولم يقدر لها أن تغرق. هناك مجسم معروض لهذه السفينة في المتحف البحري العسكري في إسطنبول

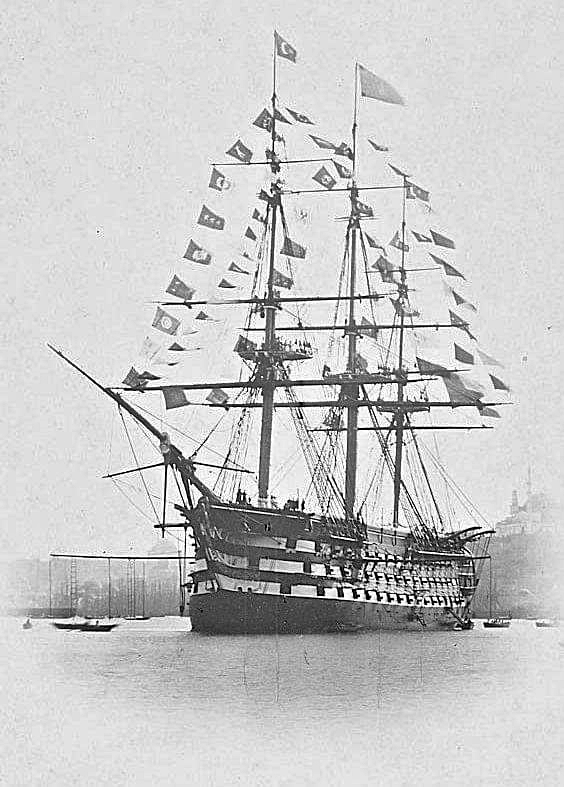
ظلت السفينة العثمانية "المحمودية" (1829)، التي بنتها الترسانة العثمانية (ترسانة عامرة)، لسنوات عديدة أكبر سفينة حربية في العالم.

من أهم إصلاحات محمود الثاني كان العناية بالبحرية العثمانية وإعادة بنائها لا سيما بعد الهزيمة القاسية للأسطول العثماني في معركة نافارين أمام الأساطيل الأوروبية المتحالفة، حيث أدخل أول سفينة حربية تعمل بالبخار في عام 1828م كما أمر نخبة مهندسيه ببناء سفينة المحمودية (بالتركية: Mahmudiye) ذات الـ128 مدفع وبقيت هذه السفينة الأضخم في العالم لسنوات عديدة، كما أعاد فتح المدرسة الهندسية البحرية التي كانت قد أنشئت في قبل في سنة (1208 هـ = 1793م)، وكلما انتهى العمل في بناء قطعة بحرية أُنزلت للبحر في احتفال عظيم، وكان السلطان يُسرّ لإنشاء السفن الجديدة سرورا عظيما ويخلع على طاقمها هباته وهداياه.

## إصلاح التعليم
عُنِي محمود الثاني بتنظيم التعليم حيث أنشأ المدارس الابتدائية المسماة «صبيان مكتبي» لتعليم الهجاء التركي وقراءة القرآن، ومبادئ اللغة العربية، والمدارس الثانوية «مكتب رشدية» لتعليم الرياضيات والتاريخ والجغرافيا، إلى جانب المدارس الملحقة بالمساجد، كما أنشئت مدارس تُعِدّ طلابها للالتحاق بمدارس البحرية والطب والزراعة والهندسة والمدفعية، وكانت المدرسة الإعدادية لمدرسة الطب ملحقة بها.
اعتنى محمود الثاني بمدرسة تعليم اللغات التي أنشئت في عصر السلطان مصطفى الرابع لتخريج المترجمين، وكان يلتحق خريجو هذه المدارس بالسفارات المختلفة. أكثر محمود الثاني من إرسال البعثات العلمية إلى لندن وباريس لتحصيل الفنون والعلوم الحديثة، وكلف سفيره في باريس «أحمد باشا» بمرافقتهم وكتابة تقارير عنهم.
ومنها أيضا اهتمامه بالمكتبات حيث قام بتجديد المكتبة المحمودية بالمدينة المنورة.

## إصلاحات أخرى
حاول السلطان إصلاح أجهزة الدولة المركزية بالطريقة الأوروبية، فوضع الأوقاف تحت إشرافه وألغى الأوقاف الصغيرة وضمها إلى أملاك السلطان، وأجرى أول إحصاء للأراضي الزراعية التركية في العصر الحديث، وأدخل تحسينات على شبكة المواصلات، وأنشأ طرقا جديدة وأدخل البرق، وخطوط السكك الحديدية، كما أنشأ جريدة رسمية للدولة.
شهد عصر السلطان محمود نشاطا في حركة التعمير، وصيانة المرافق القديمة التي أصابها الإهمال، فأنشأ في سنة (1241 هـ = 1825م) «جامع نصرت» أي جامع النصر في إستانبول، وأعاد تعمير مسجد «آيا صوفيا» وغيره من مساجد العاصمة.
عمل حتى على إصلاح الملابس، حيث استحدث لباسا يشبه اللباس الأوروبي واستبدل العمامة بالطربوش الذي كان يرتديه الرعايا العثمانيون في ولايات الأفلاق والبغدان (قبعة رومانية)، وأجبر موظفي الحكومة المدنيين والعسكريين على ارتداء اللباس الجديد في أماكن عملهم.
قام بزيارة الولايات الأوروبية للوقوف على حالها وأخذ على عاتقه تحديث الدولة العلية لتجاري الدول الكبرى من جديد.

## العلاقة مع الدولة السعودية الأولى
أمر السلطان محمود خان واليه محمد علي باشا بالقضاء على الدولة السعودية الأولى، فأصدر محمد علي باشا أمراً بالهجوم على الدولة السعودية الأولى من شهر ديسمبر عام 1807م، تلبية من السلطان العثماني، حتى تمكن في بداية الأمر من استعادة مدينتي مكة والمدينة بداية عام 1811م.
استمرت الحرب السعودية العثمانية ونجحت في ضم مدينة جدة ومكة والمدينة، حتى وصل الجيش العثماني إلى العاصمة الدرعية في شهر سبتمبر 1818م، واستسلم الإمام عبد الله بن سعود لقائد الجيش العثماني إبراهيم باشا، وذلك عن طريق الصلح، بعد ذلك أرسل محمد علي باشا عبد الله بن سعود الكبير للأستانة حيث أمر بقتله بعد أن طاف به شوارعها حتى وصلوا به إلى ميدان السلطان بايزيد حيث قتل. وصدرت فتوى من مشايخ الإسلام في الأستانة بمنح السلطان محمود الثاني لقب الغازي عرفاناً بانتصاره واسترداده للحرمين الشريفين في الحجاز.

## حرب الاستقلال اليونانية
استغل اليونانيون انشغال الدولة العثمانية في إخماد إحدى الثورات حتى هبوا معلنين بداية حرب الاستقلال اليونانية والتي كان أمراؤهم وأغنياؤهم قد أعدوا لها منذ مدة ليس قصيرة، وحظيت بدعم أوروبا التي أرسلت إليهم المال والعتاد والرجال. أراد السلطان محمود أن يخفف عن جيوشه العبء من جهة وأن يضعف قوة محمد علي باشا (الوالي العثماني في مصر آنذاك)، فأصدر أمرا لمحمد علي بالتوجه فورا لدعم الحامية العثمانية المتمركزة في اليونان.
اضطر محمد علي للانصياع لأوامر خليفته، فسير 17 ألف عسكري مصري إلى بلاد اليونان، بالإضافة إلى الأسطول البحري المصري. اجتمع الأسطولان المصري والعثماني عند السواحل اليونانية، وقاد إبراهيم باشا جنوده عبر ميناء مودون إلى البر اليوناني وبدا باسترجاع كل المدن المفقودة حتى حرر أثينا.
بعد مشاورات ومناوشات سياسية طويلة بين الدولة العلية والدول العالمية، رفضت الدولة العثمانية تدخل أي دولة في شأن اليونان، كما رفضت أي اقتراح لحل الأزمة، مما سبب ظهور حلف روسي فرنسي إنجليزي كان هدفه فصل اليونان عن جسد الدولة العلية، فتجمعت أساطيل الدول الثلاثة في ميناء نافارين وقامت بتدمير الأسطولين المصري والعثماني فجأة وبدون إنذار مسبق في معركة نافارين، كما جهزت فرنسا جيشا بريا كبيرا عمل على إعادة احتلال اليونان من قوات محمد علي باشا، والتي تقهقرت بناء على أوامر والي مصر، وانتهى الأمر باستقلال اليونان.

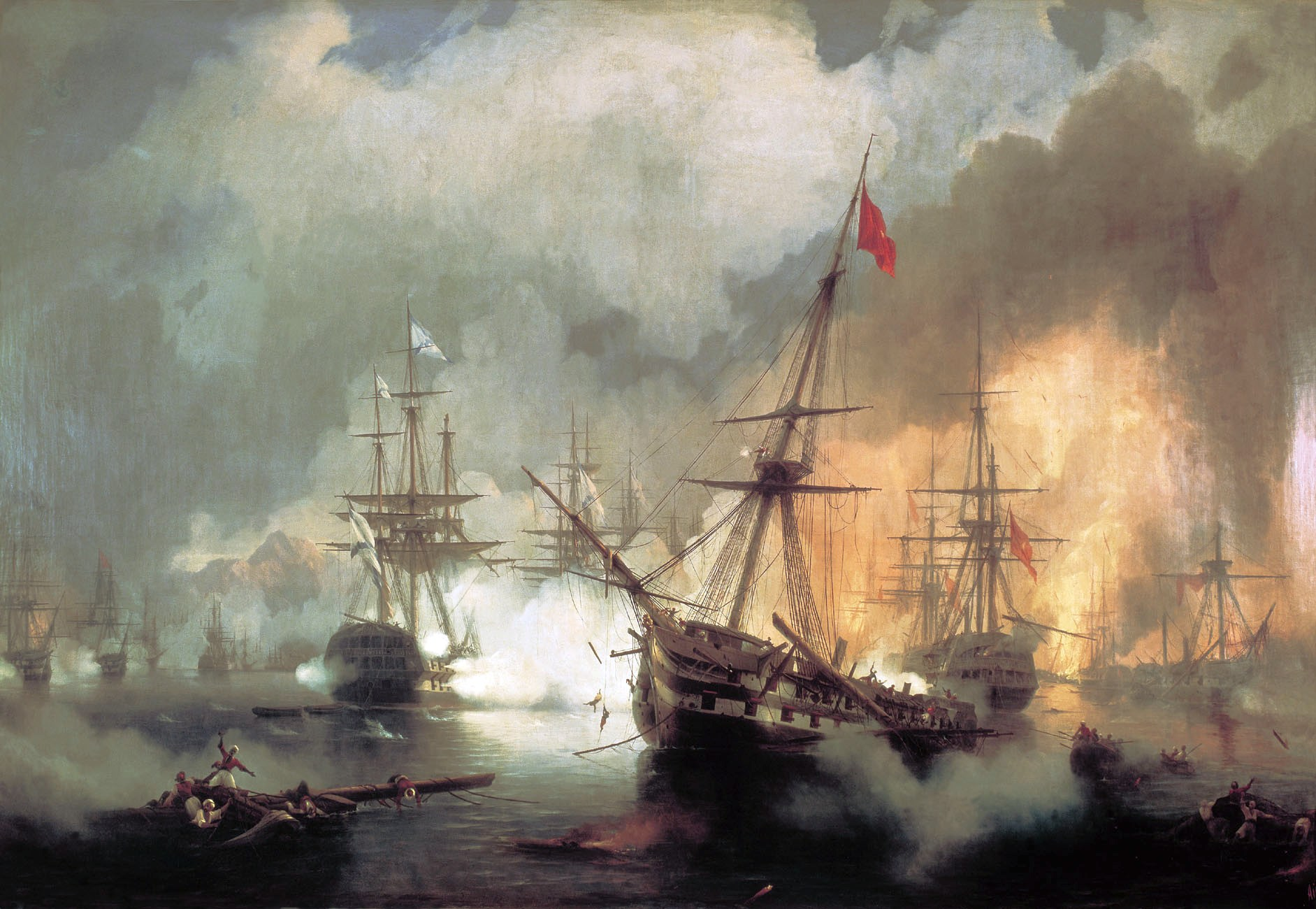
الأسطول المصري في معركة نافارين للرسام الروسي إيفان إيفازوفسكي

## اتفاق الدول الكبرى على العثمانيين
كان من نتائج حرب الاستقلال اليونانية وقوع الحرب بين روسيا والدولة العلية، فحدثت مناوشات كبيرة بين الطرفين انتهت بتقدم الروس ببطء في الأراضي العثمانية، وكان سبب ذلك استخدام العثمانيين للتنظيمات العسكرية الجديدة بدلا من الانكشارية، لكن هذه الحرب لم تكن قد أمهلت العثمانيين الوقت الكافي لإعداد عدد أكبر من الجيوش النظامية الحديثة وانتهت القصة بهزيمة العثمانيين وسيطرة الروس على مدن عديدة في بلغاريا ورومانيا.
تدخلت الدول الكبرى من جديد، وجرت المناقشات السياسية التي انتهت بانسحاب روسيا من المناطق التي احتلتها مقابل دفع الدولة العثمانية لغرامة حربية كبيرة على ثلاثة دفعات، بالإضافة إلى استقلال اليونان وإضعاف سلطة الدولة على ولاياتها الأوروبية، وكان الهدف من هذا كله إثقال كاهل الدولة العثمانية فلا تستطيع توفير المال لتحديث جيشها وإعادة بناء أساطيلها البحرية، والتأكد من حدوث القلاقل في البلقان حتى تبقي الدولة العثمانية مستنزفة ماليا وعسكريا، ولإبقاء نافذة للدول الكبرى للتدخل في شؤون الدولة العثمانية مستقبلا.

## احتلال فرنسا للجزائر وثورة محمد علي
استغل الفرنسيون ضعف الدولة العثمانية، ولا سيما في الجانب البحري بعد تدمير جزء كبير من أسطولها البحري في معركة نافارين، فقاموا باحتلال ولاية الجزائر التابعة اسميا للدولة العثمانية. حدث ذلك في عام 1830م ولم تقوى الدولة العلية على فعل شيء فبدأت المقاومة الجزائرية بقيادة عبد القادر الجزائري.

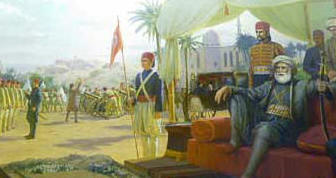
محمد علي باشا يستعرض جيشه حديث النشأة.

كان محمد علي باشا ذا طموح كبير وأراد أن يستبدل السلطنة العثمانية الضعيفة بدولة علوية (نسبة لمحمد علي) حديثة تحقق طموحه الكبير. لم يأبه محمد علي لما كان يدور بين الفرنسيين وجيرانه الجزائريين واستغل ضعف الدولة العثمانية ليباشر في عام 1831 بمحاولة السيطرة على الشام، وبالفعل تمكن من هزيمة الحامية العثمانية والتقدم إلى ما بعد جبال طوروس وأنزل الهزائم المتوالية بالجيش العثماني حتى وصل مدينة قونية.
أوقف محمد علي باشا زحفه بسبب إبرام روسيا والدولة العلية معاهدة عسكرية تقضي بدفاع الجيش الروسي عن إسطنبول في حالة تقدم قوات محمد علي صوبها، وأرادت روسيا بهذا الحفاظ على السلطنة العثمانية الضعيفة من أن ترثها دولة قوية تقف بوجه تحقيق وصية بطرس الأكبر، وتدخلت القوى الأوروبية مجددا وتم ترسيم الحدود بين الطرفين وإنهاء الصراع مؤقتا حيث خشيت تلك الدول من تنامي قوى محمد علي وروسيا على حساب الدولة العثمانية، لكن الحرب عادت للاشتعال عام 1839م في معركة نصيبين التي انتهت بانتصار محمد علي مجددا.

## وفاة السلطان
امتاز السلطان محمود الثاني بالتوجه للغرب العلماني، أنهكته الحروب مع روسيا، وشغلته حروبه مع محمد علي باشا والي مصر الطَموح الذي تطلع إلى ضم بلاد الشام إلى ولايته في مصر، ووقعت الجزائر تحت الاحتلال الفرنسي في سنة (1245 هـ - 1830م).
تعرض السلطان للإصابة بعدوى السل، ولما اشتد به المرض نُقل إلى إحدى ضواحي إسطنبول للاستشفاء بهوائها النقي، ثم لم يلبث أن عاجلته المنية وتوفي في (19 ربيع الآخر 1255 هـ = 2 يوليو 1839م) وهو في الرابعة والخمسين من العمر وخلفه ابنه السلطان عبد المجيد.

## الهوامش
1. 1 2 3 4 5 6 7   https://islamansiklopedisi.org.tr/mahmud-ii--osmanli. {{استشهاد ويب}}: |url= بحاجة لعنوان (مساعدة) والوسيط |title= غير موجود أو فارغ (من ويكي بيانات) (مساعدة)
2. 1 2 3 4   https://ttk.gov.tr/osmanli-padisahlari/. {{استشهاد ويب}}: |url= بحاجة لعنوان (مساعدة) والوسيط |title= غير موجود أو فارغ (من ويكي بيانات) (مساعدة)
3. ↑  العيسى (1415-1995). ص 106
4. ↑  صبري، أيوب (1296هـ). تاريخ الوهابيين (تاريخ وهابيان). إسطنبول: دار ترجمان حقيقت. طبع بمطبعة قرق أنبار سلسلة المكتبة الجديدة [يكي كتبخانه.

## روابط خارجية
- محمود الثاني على موقع الموسوعة البريطانية (الإنجليزية)
- محمود الثاني على موقع ميوزك برينز (الإنجليزية)